# Пуласкі Тауншип (округ Бівер, Пенсільванія)
Пуласкі Тауншип (англ. Pulaski Township) — селище (англ. township) в США, в окрузі Бівер штату Пенсільванія. Населення — 1300 осіб (2020).

## Демографія
Згідно з переписом 2010 року, у селищі мешкало 1500 осіб у 658 домогосподарствах у складі 420 родин. Було 721 помешкання
Расовий склад населення:
| - 92,3 % — білих - 4,2 % — чорних або афроамериканців - 0,1 % — азіатів |

До двох чи більше рас належало 3,1 %. Частка іспаномовних становила 1,5 % від усіх жителів.
За віковим діапазоном населення розподілялося таким чином: 19,9 % — особи молодші 18 років, 64,2 % — особи у віці 18—64 років, 15,9 % — особи у віці 65 років та старші. Медіана віку мешканця становила 43,3 року. На 100 осіб жіночої статі у селищі припадало 90,1 чоловіків;  на 100 жінок у віці від 18 років та старших — 86,2 чоловіків також старших 18 років.
Середній дохід на одне домашнє господарство  становив 46 277 доларів США (медіана — 39 018), а середній дохід на одну сім'ю — 52 675 доларів (медіана — 50 547). Медіана доходів становила 34 706 доларів для чоловіків та 31 125 доларів для жінок. За межею бідності перебувало 15,8 % осіб, у тому числі 38,7 % дітей у віці до 18 років та 7,2 % осіб у віці 65 років та старших.
Цивільне працевлаштоване населення становило 698 осіб. Основні галузі зайнятості: освіта, охорона здоров'я та соціальна допомога — 25,1 %, виробництво — 24,2 %, роздрібна торгівля — 12,8 %, науковці, спеціалісти, менеджери — 8,5 %.